# Rhaphiolepis
Rhaphiolepis ist eine Pflanzengattung in der Untertribus der Kernobstgewächse (Pyrinae) innerhalb der Familie der Rosengewächse (Rosaceae). Die 9 bis 15 Arten der Gattung s. str. sind in Ostasien und Südostasien verbreitet.

## Beschreibung

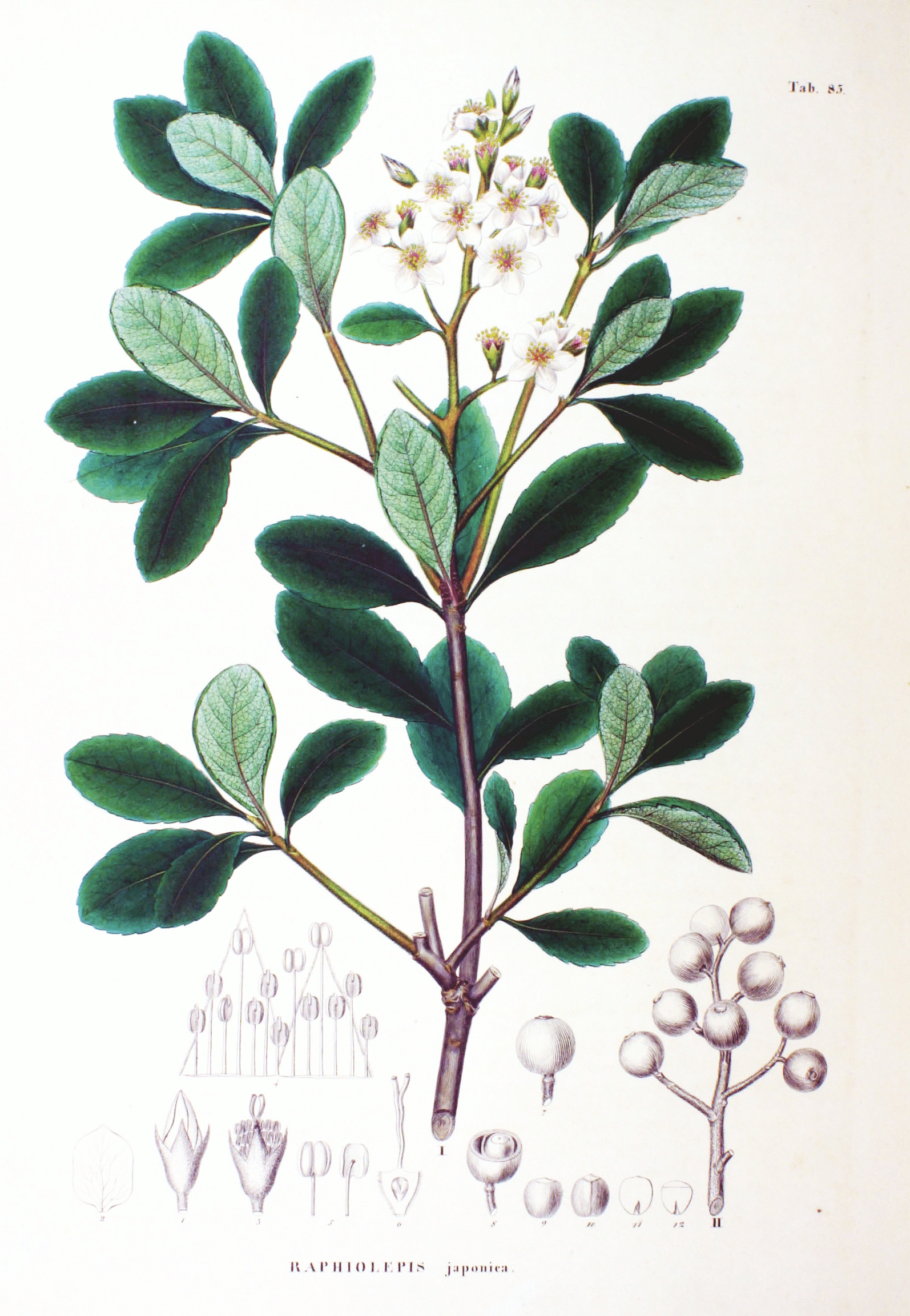
Illustration von Rhaphiolepis umbellata

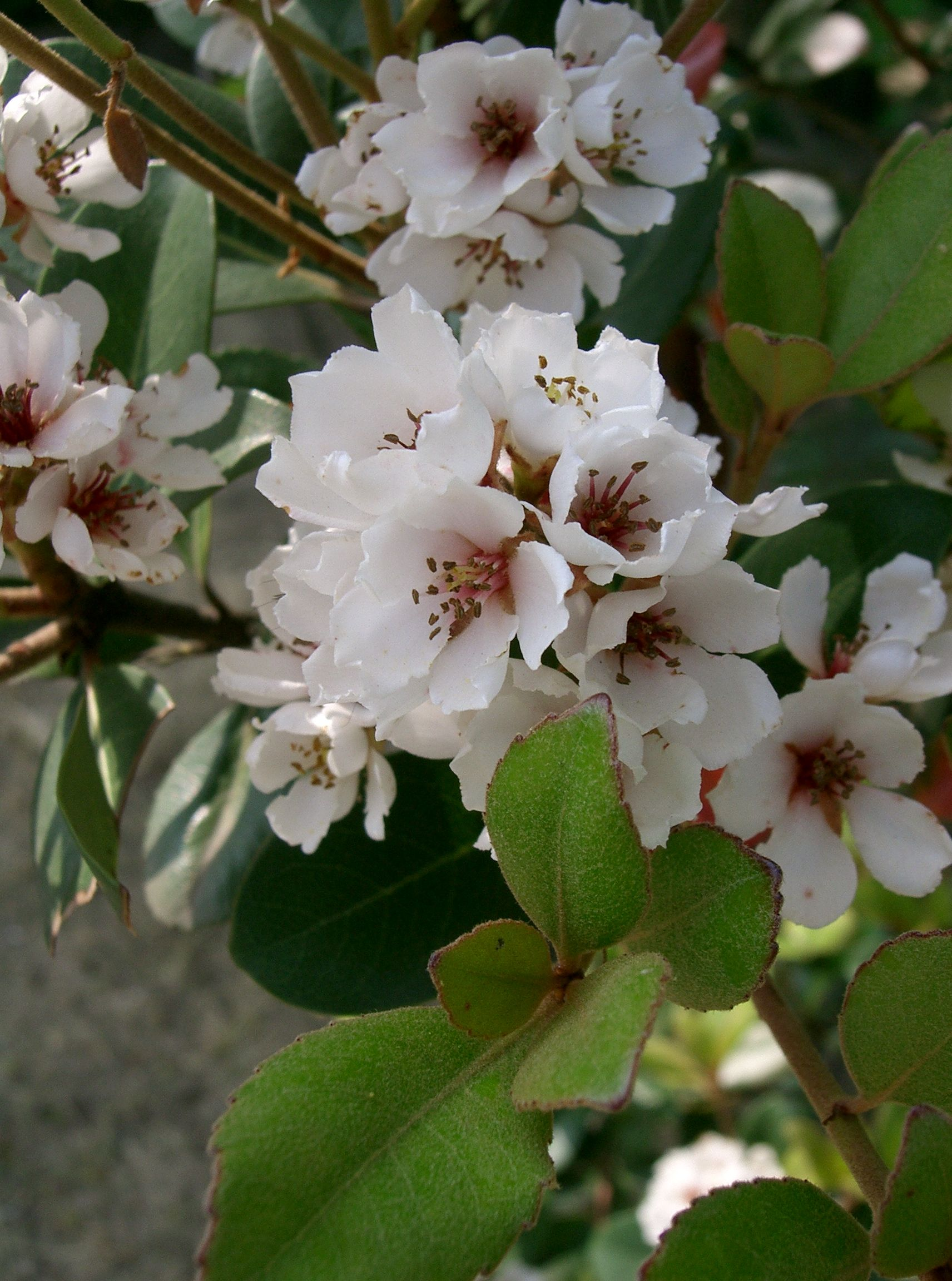
Laubblätter und Blüten von Rhaphiolepis umbellata

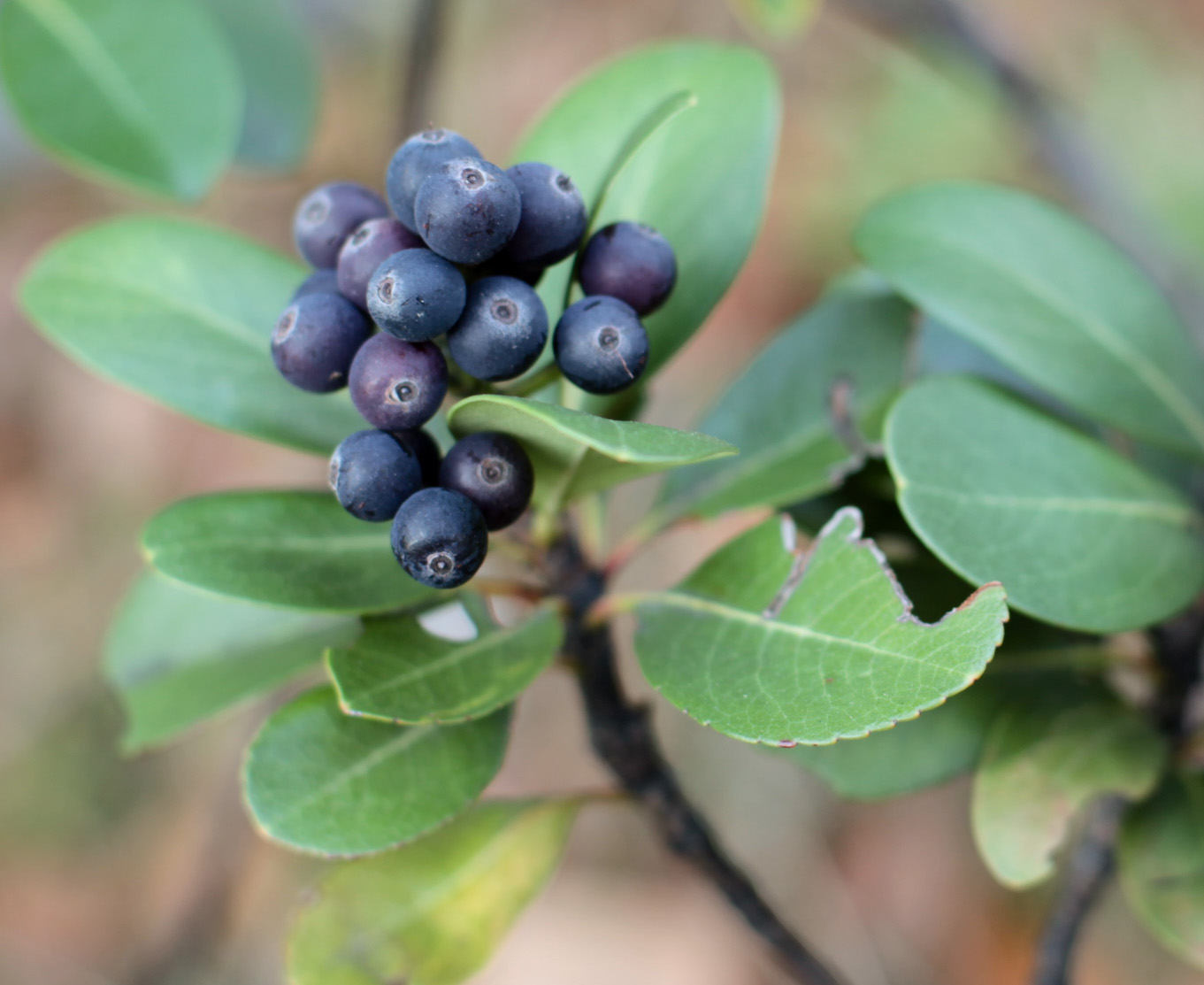
Früchte von Rhaphiolepis indica

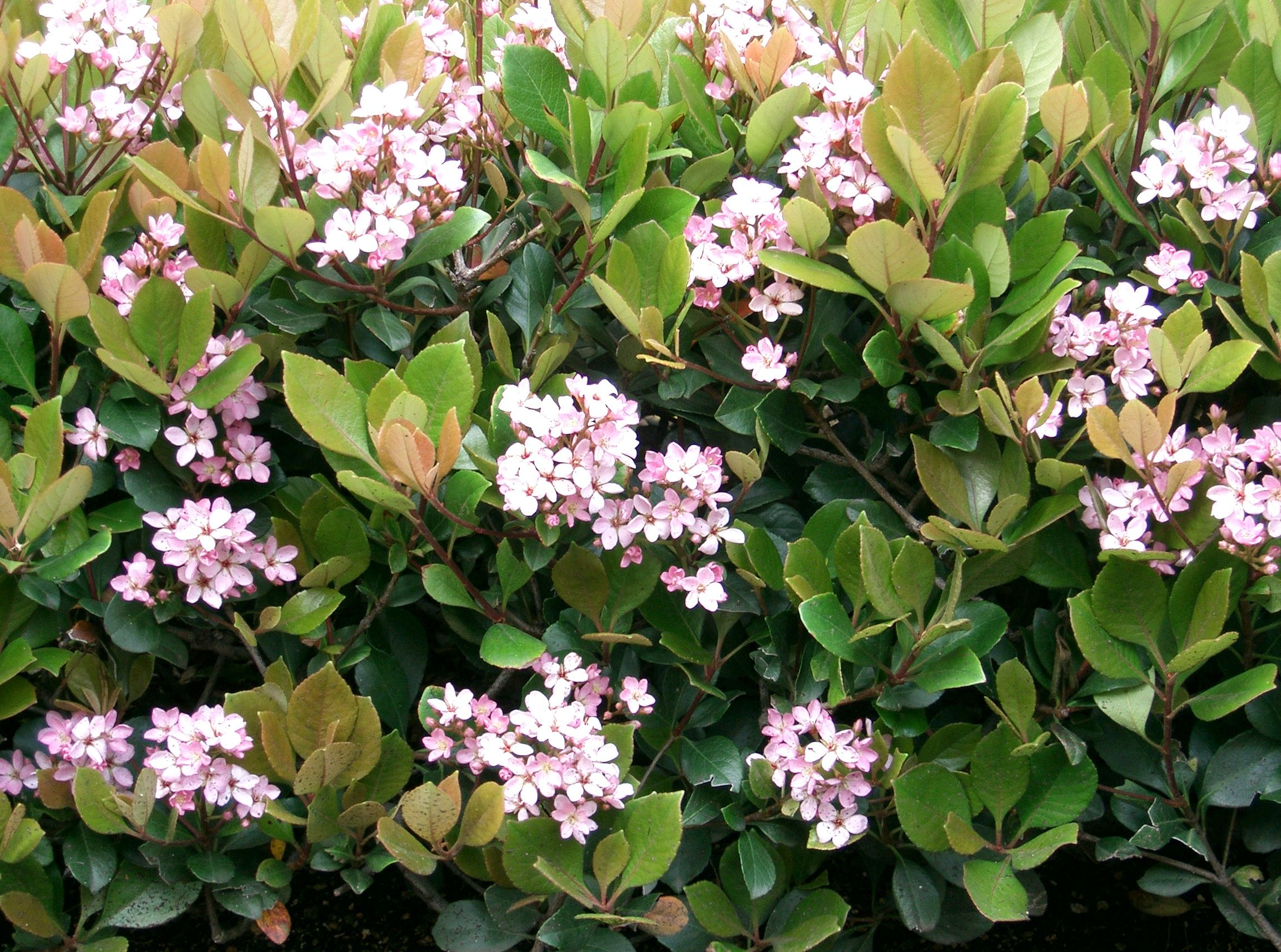
Die Sorte Rhaphiolepis delacourii ‘Enchantress’

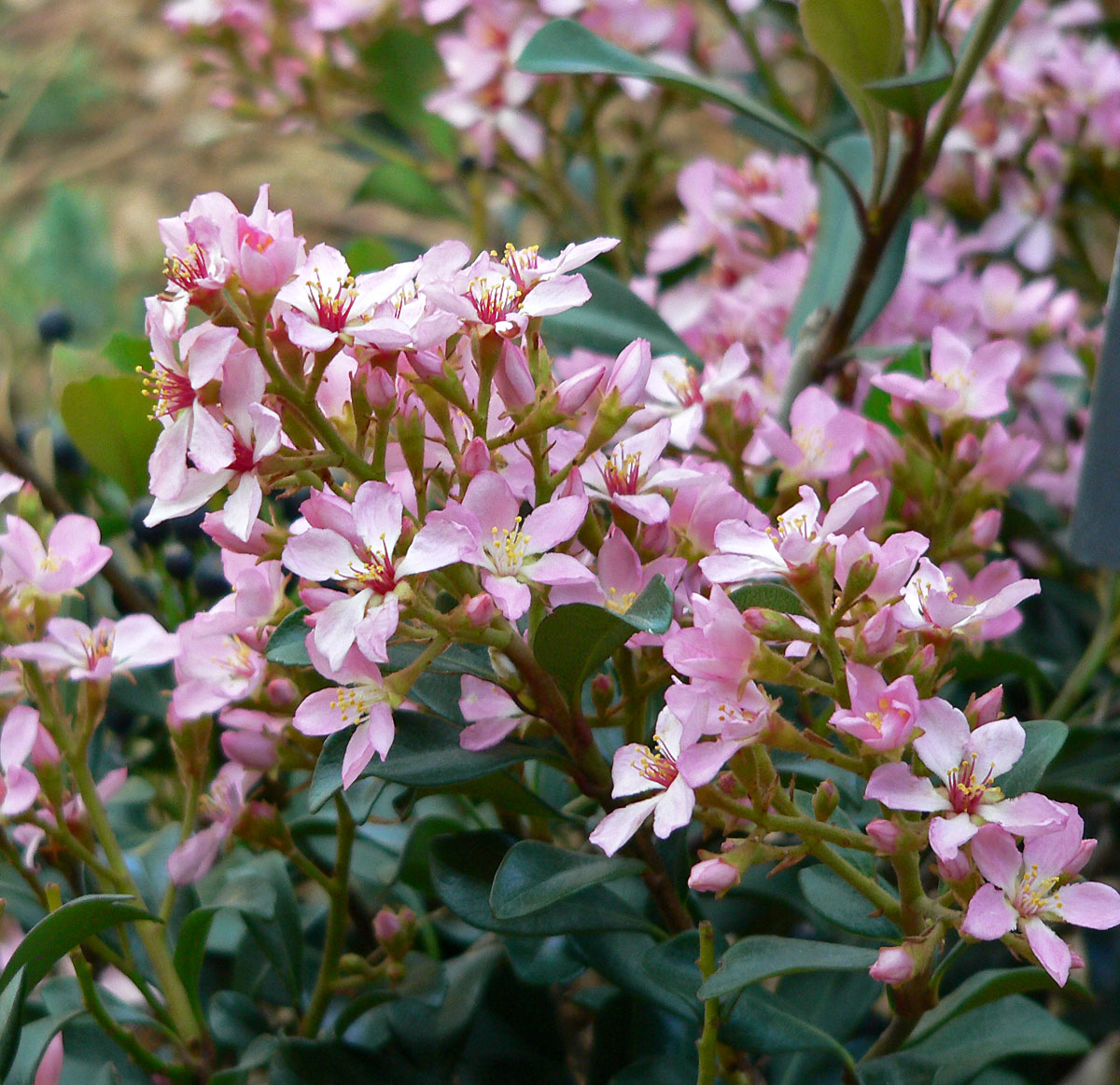
Die Sorte Rhaphiolepis indica ‘Ballerina’

### Erscheinungsbild und Blätter
Rhaphiolepis-Arten wachsen als immergrüne Sträucher oder kleine Bäume.
Die wechselständig an den Zweigen angeordneten Laubblätter sind kurz gestielt. Die ledrigen Blattspreiten sind einfach. Die Blattränder sind glatt oder gesägt. Die pfriemförmigen Nebenblätter fallen früh ab.

### Blütenstände und Blüten
Die Blüten stehen in endständigen, traubigen oder rispigen Blütenständen zusammen.
Die zwittrigen Blüten sind radiärsymmetrisch und fünfzählig mit doppelter Blütenhülle. Der Blütenbecher (Hypanthium) ist glockenförmig oder röhrig. Die fünf Kelchblätter sind aufrecht oder zurückgekrümmt. Die fünf kurz genagelten Kronblätter sind weiß oder rosafarben. Es sind 15 bis 20 Staubblätter vorhanden. Die zwei unterständigen Fruchtblätter enthalten jeweils zwei aufrechte Samenanlagen. Die zwei oder drei Griffel sind nur an ihrer Basis verwachsen. Es ist meist ein Diskus vorhanden.

### Früchte und Samen
Als Gattung innerhalb der Pyrinae sehen die Früchte wie kleine Äpfel aus. Die kleinen, fast kugeligen Apfelfrüchte färben sich bei Reife bläulich bis purpurfarben-schwarz und enthalten nur ein oder zwei Samen. Die früh abfallenden Kelchblätter hinterlassen einen kranzförmigen Ring oben an der Frucht. Die relativ großen, fast kugeligen Samen besitzen eine dünne Samenschale und der Embryo besitzt zwei verdickte, plano-konvexe oder halbkugelige Keimblätter (Kotyledonen).

## Systematik und Verbreitung
Die Gattung Rhaphiolepis wurde 1820 durch John Lindley in Botanical Register; consisting of coloured ..., 6, S. 468 aufgestellt, dort Raphiolepis geschrieben. Typusart ist Rhaphiolepis indica (L.) Lindl. ex Ker.
Die Gattung Rhaphiolepis gehört zur UntertribusPyrinae aus der Tribus Pyreae in der Unterfamilie Spiraeoideae innerhalb der Familie Rosaceae.
In der Gattung Rhaphiolepis s. str. gibt es 9 bis 15 Arten, die in Ostasien und Südostasien verbreitet sind. In China kommen sieben Arten vor, drei davon nur dort.
Arten (Auswahl):   
- Rhaphiolepis delacourii André (= Rhaphiolepis indica × Rhaphiolepis umbellata)[3]
- Rhaphiolepis ferruginea F.P.Metcalf: Ihre zwei Varietäten gedeihen an Hängen, Tälern, offenen Wäldern, am Straßenrand und an Ufern von fließenden Gewässern in Höhenlagen von 300 bis 600 Metern in den chinesischen Provinzen Fujian, Guangdong, Guangxi sowie Hainan.[4]
- Rhaphiolepis indica (L.) Lindl. ex Ker (Syn.: Rhaphiolepis liukiuensis (Koidz.) Nakai): Sie kommt mit mehreren Varietäten in China, Vietnam, Kambodscha, Laos, Thailand, Taiwan und Japan vor.[4]
- Rhaphiolepis integerrima Hook. & Arn.: Sie kommt in Taiwan nur in Hong Yu, Huoshao Dao, Jilong Shi und auf den japanischen Ryūkyū-Inseln vor.[4]
- Rhaphiolepis lanceolata Hu: Sie gedeiht in offenen Wäldern an Hängen und in offenen Gebüschen in Tälern in Höhenlagen von 400 bis 1500 Metern in den chinesischen Provinzen Guangxi, Hainan und vielleicht Guangdong.[4]
- Rhaphiolepis major Cardot: Sie gedeiht in dichten, schattigen Wäldern und Gebüschen an fließenden Gewässern in Höhenlagen von 200 bis 300 Metern in den chinesischen Provinzen Fujian, im südlichen Jiangsu, in Jiangxi und Zhejiang.[4]
- Rhaphiolepis salicifolia Lindl. (Syn.: Rhaphiolepis cheniana F.P.Metcalf, Rhaphiolepis kwangsiensis Hu): Sie kommt in Vietnam und in den chinesischen Provinzen Fujian, Guangdong sowie Guangxi vor.[4]
- Rhaphiolepis umbellata (Thunb.) Makino: Sie kommt in Japan, Taiwan und im Putuo Xian sowie Tiantai Xian im östlichen Zhejiang vor.[4]
- Rhaphiolepis wuzhishanensis W.B.Liao, R.H.Miao & Q.Fan: Sie wurde 2007 erstbeschrieben.[5] Dieser Endemit kommt nur auf dem Berg Wuzhi Shan in unmittelbarer Nähe der Stadt Wuzhishan in der chinesischen Provinz Hainan vor. Er gedeiht dort im Wald nahe dem Gipfel in Höhenlagen von 1700 bis 1800 Metern.[4][5]

Liu et al. 2020 haben entsprechend molekulargenetischer Untersuchungen die Arten der Gattung Eriobotrya in die Gattung Rhaphiolepis eingegliedert.

## Nutzung
Einige Sorten werden als Zierpflanzen in Parks und Gärten der warm gemäßigten bis subtropischen Gebieten verwendet.
Die Früchte von Rhaphiolepis indica besitzen einen Durchmesser von etwa 8 mm und können gegessen werden. Aus den Samen von Rhaphiolepis umbellata wurde in großen Notzeiten ein Mehl hergestellt.